# Secozomus latipes
Genre
Espèce
Synonymes
- Schizomus latipes Hansen, 1905

Statut de conservation UICN

 DD  : Données insuffisantes
Secozomus latipes, unique représentant du genre Secozomus, est une espèce de schizomides de la famille des Hubbardiidae.

## Distribution
Cette espèce est endémique des Seychelles.

## Description
La femelle holotype mesure 2,8 mm.

## Publications originales
- Hansen & Sørensen, 1905 : The Tartarides, a tribe of the order Pedipalpi. Arkiv för Zoologi, vol. 2, no 8, p. 1-78 (texte intégral).
- Harvey, 2001 : The Schizomida (Arachnida) of the Seychelle Islands. Invertebrate Taxonomy, vol. 15, no 5, p. 681-693.